# Adham Ahmadboyev
Adham Akromovich Ahmadboyev (en ouzbek : Адҳам Акромович Аҳмадбоев, en russe : Адхам Акрамович Ахмедбаев Adkham Akramovitch Akhmedbaïev, né le 14 février 1966 à Tashkent dans la RSS d’Ouzbékistan en Union Soviétique) est un homme politique et militaire ouzbek.

## Biographie
Après une carrière militaire où il a atteint le grade de major-général, Ahmadboyev est nommé pour devenir le prochain ministre des Affaires intérieures en remplacement de Bahodir Matlyubov le 12 décembre 2013. Il reçoit à l'occasion le grade de lieutenant-général. Il reste en poste plusieurs années durant les dernières années du règne du président Islam Karimov, mais il est remplacé par Abdusalom Azizov le 4 janvier 2017, quelques mois après le décès de Karimov et son remplacement par Shavkat Mirziyoyev. Ahmadboyev devient à ce moment conseiller du président. Cependant, il n'y reste que trois mois avant de devenir instructeur à l'Académie du ministère qu'il a autrefois diriger. En fin décembre 2017, il est annoncé qu'il prend sa retraite. Cependant, le 22 décembre de cette même année il est qualifié de « traître » par Mirziyoyev. Il est par la suite arrêté, les accusations portées contre lui restent inconnues.